# West Ruislip (métro de Londres)
Pour les articles homonymes, voir Ruislip (homonymie).
West Ruislip est une station terminus de la Central line du métro de Londres, en zone 6. Elle est située à Ruislip dans le borough londonien de Hillingdon.

## Situation sur le réseau
La station West Ruislip est le terminus ouest de la Central line, elle est située après la station Ruislip Gardens. Elle est en zone 6.

## Histoire
La première gare, dénommée Ruislip & Ickenham, est mise en service le 2 avril 1906 par le Great Western and Great Central Joint Railway (en). Elle est renommée West Ruislip (for Ickenham) le 30 juin 1947 et elle devient une station de la Central line le 21 novembre 1948.

## Services aux voyageurs

### Accès et accueil
La station est située sur Ickenham Road à Ruislip. Elle est gérée par le Métro de Londres (London Underground).

### Desserte

Voies, quais et dessertes
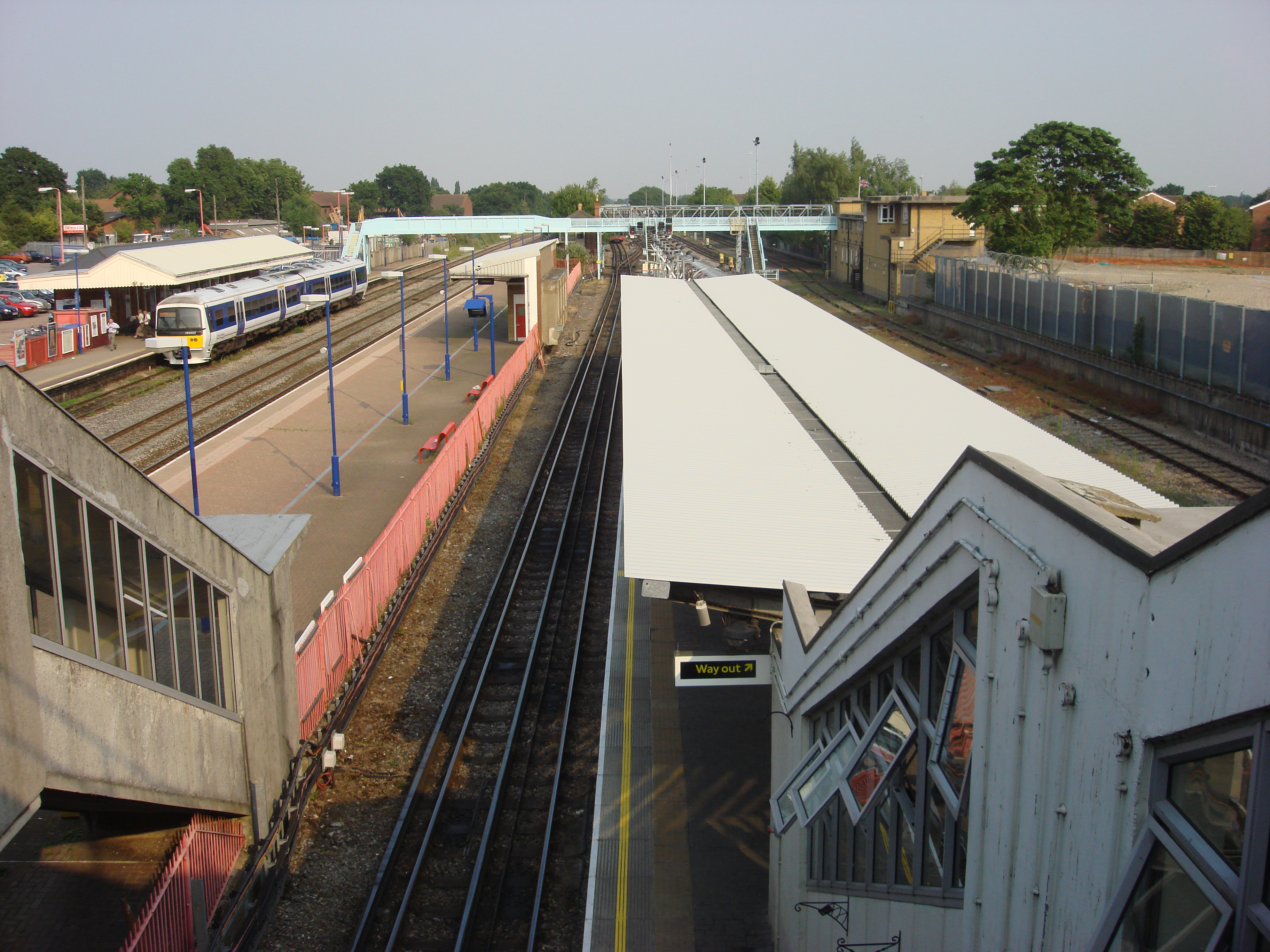
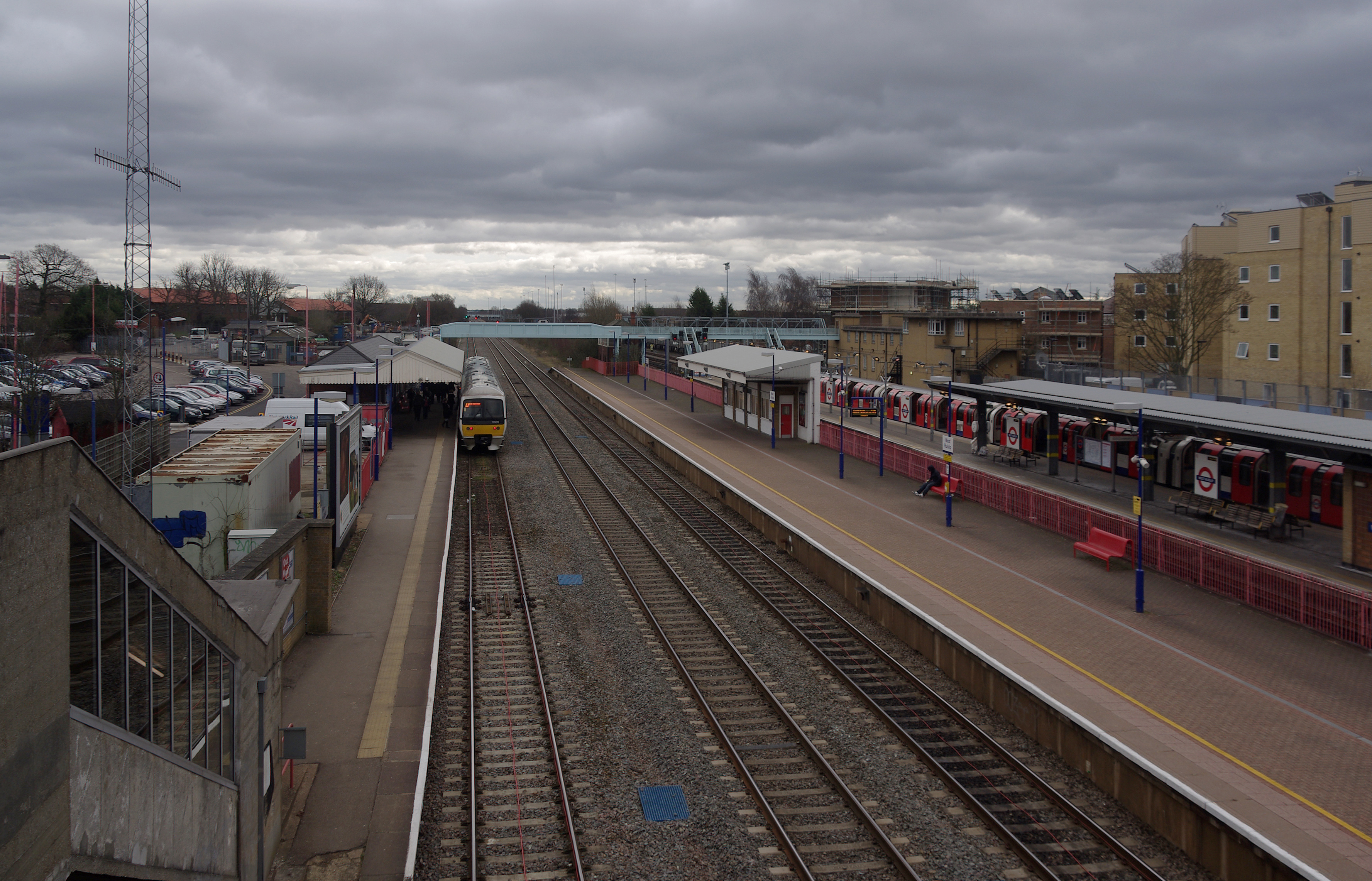
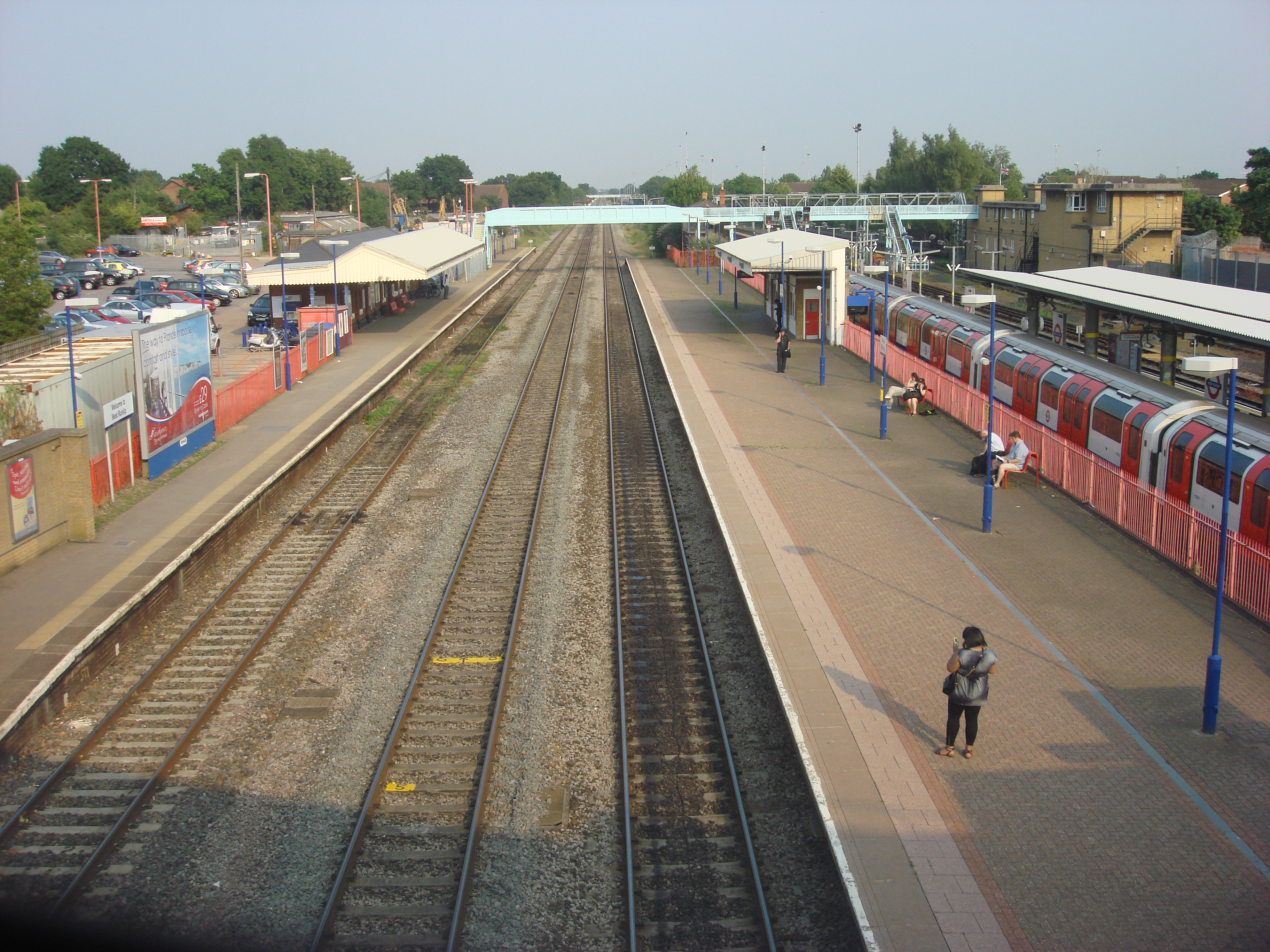

### Intermodalité
La station est desservie par les lignes de bus : 278 (Ruislip station - Heathrow Central bus station), U1 (Ruislip station - West Drayton station) et U10 (Uxbridge station - Ruislip)
Elle est en correspondance avec le réseau National Rail. Les services entre la gare de Marylebone et Aylesbury via High Wycombe sont assurés par Chiltern Railways.

## À proximité
- Ruislip